# Крюгер, Карл Фридрих
Карл Фридрих Крюгер (нем. Karl Friedrich Krüger, 18 декабря 1765, Берлин — 21 апреля 1828, Вена) — немецкий театральный актёр.

## Биография

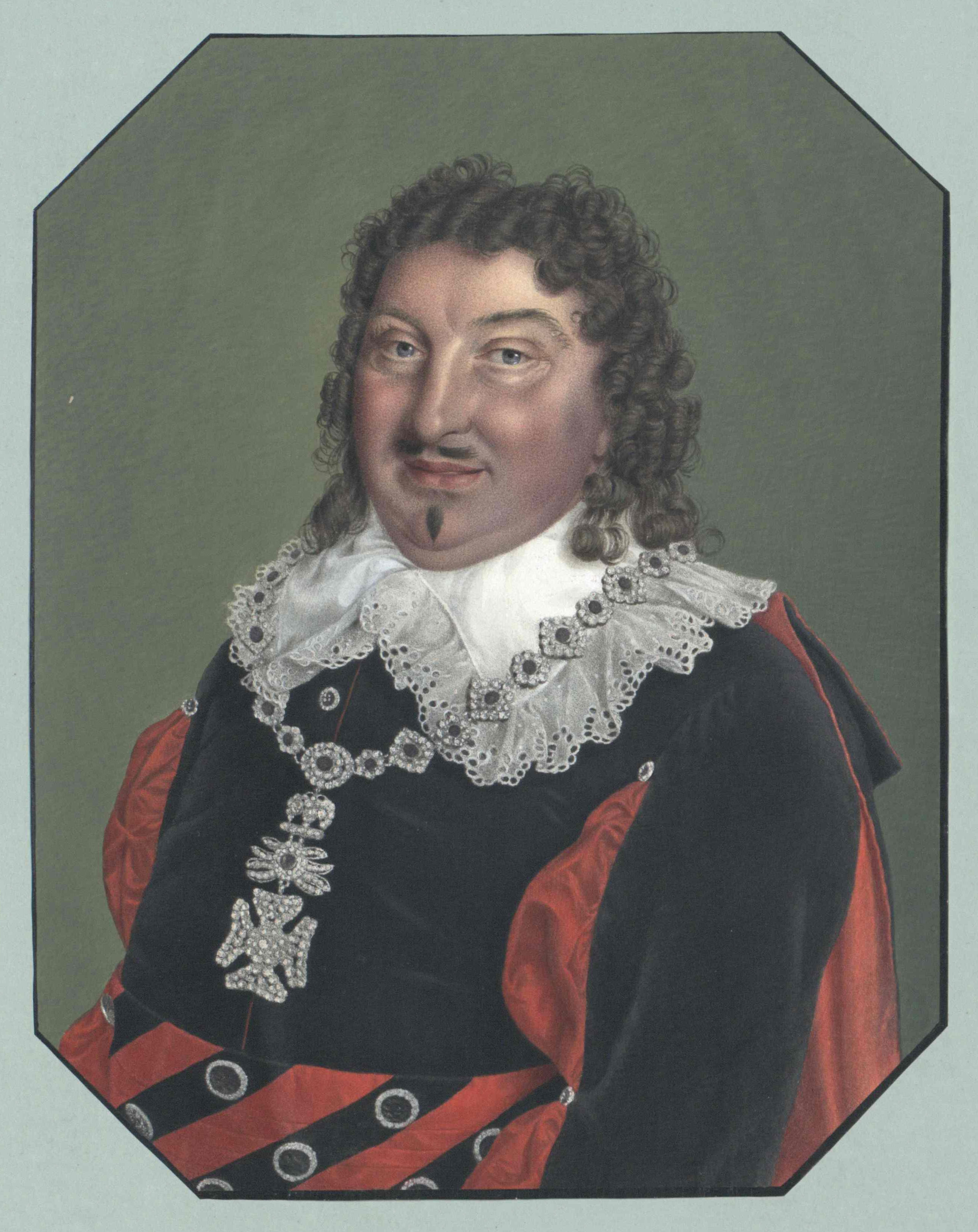
Крюгер в роли графа Альмавива в пьесе «Два Фигаро» («Die beiden Figaro») Иоганна Фридриха Юнгера

Сын музыканта, игравшего в королевской часовне в Берлине.
К. Ф. Крюгер дебютировал в феврале 1785 года в придворном театре в Берлине в драме Фридриха Шиллера «Разбойники» в роли Косинского. В 1786—1787 годах выступал на сценах театров Веймара, позже Магдебурга и Ганновера, в 1789 году отправился в Амстердам . В 1791 году вернулся в Веймар и играл там до 1793 года. В феврале 1792 года сыграл роль Доминго в драме Шиллера Дон Карлос на премьере в Веймаре.
В 1797—1799 годах выступал в Амстердаме, Праге, Карлсбаде, Хемнице, Лейпциге, Фрайберге, Теплице и в Брно (с 1800).
С 1802 года до своей смерти — актёр Венского дворцового театра (Бургтеатр).
Считался универсальным исполнителем, позже чаще играл в комических ролях.